# Tour international de Constantine 2016
La 3e édition du Tour international de Constantine a eu lieu du 23 au 25 mars 2016. La course fait partie du calendrier UCI Africa Tour 2016 en catégorie 2.2.

## Présentation

### Équipes
Classé en catégorie 2.2 de l'UCI Africa Tour, le Tour international de Constantine est par conséquent ouvert aux équipes continentales professionnelles, aux équipes continentales, aux équipes nationales, aux équipes régionales et de clubs et aux équipes mixtes d'équipes africaines.
Quatorze équipes participent à Tour international de Constantine - quatre équipes continentales, quatre équipes nationales et cinq équipes régionales et de clubs :
| Équipes continentales | Équipes continentales | Équipes continentales |
| Nom de l'équipe       | Pays                  | Code                  |
| --------------------- | --------------------- | --------------------- |
| Vélo Club Sovac       | Algérie               | SOV                   |
| Al Nasr Dubaï         | Émirats arabes unis   | ANS                   |
| Al Marakeb            | Émirats arabes unis   | MPC                   |

| Équipes régionales et de clubs | Équipes régionales et de clubs | Équipes régionales et de clubs |
| Nom de l'équipe                | Pays                           | Code                           |
| ------------------------------ | ------------------------------ | ------------------------------ |
| Cevital                        | Algérie                        | CEV                            |
| Ooredoo                        | Algérie                        | OOR                            |
| El Majd                        | Algérie                        | ELM                            |
| Speed Road Gomistar            | Espagne                        | SRG                            |

| Équipes nationales          | Équipes nationales | Équipes nationales |
| Nom de l'équipe             | Pays               | Code               |
| --------------------------- | ------------------ | ------------------ |
| Équipe nationale d'Algérie  | Algérie            | ALG                |
| Équipe nationale de Tunisie | Tunisie            | TUN                |
| Équipe nationale d'Érythrée | Érythrée           | ERI                |
| Équipe nationale du Rwanda  | Rwanda             | RWA                |
| Équipe nationale de Syrie   | Syrie              | SYR                |

## Étapes
| Étape     | Date    | Villes étapes                 |                   | Distance (km) | Vainqueur d’étape   | Leader du classement général |
| --------- | ------- | ----------------------------- | ----------------- | ------------- | ------------------- | ---------------------------- |
| 1re étape | 23 mars | Berrahal - Constantine        | Étape de montagne | 117           | Adil Barbari        | Adil Barbari                 |
| 2e étape  | 24 mars | Maison Blanche - Constantine  | Étape vallonnée   | 157           | Jesús Alberto Rubio | Tomas Vaitkus                |
| 3e étape  | 25 mars | Didouche Mourad - Constantine | Étape vallonnée   | 125           | Adil Barbari        | Tomas Vaitkus                |

## Classement des étapes

### 1reétape
| Classement de l'étape | Classement de l'étape | Classement de l'étape | Classement de l'étape | Classement de l'étape |
|                       | Coureur               | Pays                  | Équipe                | Temps                 |
| --------------------- | --------------------- | --------------------- | --------------------- | --------------------- |
| 1er                   | Adil Barbari          | Algérie               | Al Nasr Dubaï         | en 3 h 5 min 36 s     |
| 2e                    | Abdellah Benyoucef    | Algérie               | Cevital               | m.t                   |
| 3e                    | Tomas Vaitkus         | Lituanie              | Al Nasr Dubaï         | m.t                   |
| 4e                    | Jesús Alberto Rubio   | Espagne               | Al Nasr Dubaï         | + 45 s                |
| 5e                    | Essaïd Abelouache     | Maroc                 | Al Nasr Dubaï         | + 1 min 10 s          |
| 6e                    | Abdelkader Belmokhtar | Algérie               | Cevital               | + 1 min 21 s          |
| 7e                    | Yacine Hamza          | Algérie               | Ooredoo               | + 4 min 6 s           |
| 8e                    | Luca Wackermann       | Italie                | Al Nasr Dubaï         | + 5 min 40 s          |
| 9e                    | Jean-Claude Uwizeye   | Rwanda                | Équipe du Rwanda      | + 9 min 56 s          |
| 10e                   | Amanuel Tsegay        | Érythrée              | Équipe d'Érythrée     | m.t                   |
| modifier              |                       |                       |                       |                       |

| Classement général | Classement général    | Classement général | Classement général | Classement général |
|                    | Coureur               | Pays               | Équipe             | Temps              |
| ------------------ | --------------------- | ------------------ | ------------------ | ------------------ |
| 1er                | Adil Barbari          | Algérie            | Al Nasr Dubaï      | en 3 h 5 min 36 s  |
| 2e                 | Abdellah Benyoucef    | Algérie            | Cevital            | m.t                |
| 3e                 | Tomas Vaitkus         | Lituanie           | Al Nasr Dubaï      | m.t                |
| 4e                 | Jesús Alberto Rubio   | Espagne            | Al Nasr Dubaï      | + 45 s             |
| 5e                 | Essaïd Abelouache     | Maroc              | Al Nasr Dubaï      | + 1 min 10 s       |
| 6e                 | Abdelkader Belmokhtar | Algérie            | Cevital            | + 1 min 21 s       |
| 7e                 | Yacine Hamza          | Algérie            | Ooredoo            | + 4 min 6 s        |
| 8e                 | Luca Wackermann       | Italie             | Al Nasr Dubaï      | + 5 min 40 s       |
| 9e                 | Jean-Claude Uwizeye   | Rwanda             | Équipe du Rwanda   | + 9 min 56 s       |
| 10e                | Amanuel Tsegay        | Érythrée           | Équipe d'Érythrée  | m.t                |
| modifier           |                       |                    |                    |                    |

### 2eétape
| Classement de l'étape | Classement de l'étape | Classement de l'étape | Classement de l'étape | Classement de l'étape |
|                       | Coureur               | Pays                  | Équipe                | Temps                 |
| --------------------- | --------------------- | --------------------- | --------------------- | --------------------- |
| 1er                   | Jesús Alberto Rubio   | Espagne               | Al Nasr Dubaï         | en 3 h 47 min 54 s    |
| 2e                    | Essaïd Abelouache     | Maroc                 | Al Nasr Dubaï         | m.t                   |
| 3e                    | Tomas Vaitkus         | Lituanie              | Al Nasr Dubaï         | m.t                   |
| 4e                    | Yacine Hamza          | Algérie               | Ooredoo               | + 5 min 1 s           |
| 5e                    | Joseph Areruya        | Rwanda                | Équipe du Rwanda      | m.t                   |
| 6e                    | Adil Barbari          | Algérie               | Al Nasr Dubaï         | m.t                   |
| 7e                    | Abdellah Benyoucef    | Algérie               | Cevital               | + 5 min 7 s           |
| 8e                    | Abdelkader Belmokhtar | Algérie               | Cevital               | + 5 min 10 s          |
| 9e                    | Amanuel Tsegay        | Érythrée              | Équipe d'Érythrée     | + 22 min 27 s         |
| 10e                   | Nabil Baz             | Algérie               | Cevital               | + 22 min 29 s         |
| modifier              |                       |                       |                       |                       |

| Classement général | Classement général    | Classement général | Classement général | Classement général |
|                    | Coureur               | Pays               | Équipe             | Temps              |
| ------------------ | --------------------- | ------------------ | ------------------ | ------------------ |
| 1er                | Tomas Vaitkus         | Lituanie           | Al Nasr Dubaï      | en 6 h 53 min 30 s |
| 2e                 | Jesús Alberto Rubio   | Espagne            | Al Nasr Dubaï      | + 45 s             |
| 3e                 | Essaïd Abelouache     | Maroc              | Al Nasr Dubaï      | + 1 min 10 s       |
| 4e                 | Adil Barbari          | Algérie            | Al Nasr Dubaï      | + 5 min 1 s        |
| 5e                 | Abdellah Benyoucef    | Algérie            | Cevital            | + 5 min 7 s        |
| 6e                 | Abdelkader Belmokhtar | Algérie            | Cevital            | + 6 min 31 s       |
| 7e                 | Yacine Hamza          | Algérie            | Ooredoo            | + 9 min 7 s        |
| 8e                 | Joseph Areruya        | Rwanda             | Équipe du Rwanda   | + 19 min 23 s      |
| 9e                 | Amanuel Tsegay        | Érythrée           | Équipe d'Érythrée  | + 32 min 23 s      |
| 10e                | Hazem Hussain         | Syrie              | Équipe de Syrie    | + 33 min 45 s      |
| modifier           |                       |                    |                    |                    |

### 3eétape
| Classement de l'étape | Classement de l'étape | Classement de l'étape | Classement de l'étape | Classement de l'étape |
|                       | Coureur               | Pays                  | Équipe                | Temps                 |
| --------------------- | --------------------- | --------------------- | --------------------- | --------------------- |
| 1er                   | Adil Barbari          | Algérie               | Al Nasr Dubaï         | en 3 h 12 min 20 s    |
| 2e                    | Yacine Hamza          | Algérie               | Ooredoo               | m.t                   |
| 3e                    | Tesfom Okubamariam    | Érythrée              | Équipe d'Érythrée     | m.t                   |
| 4e                    | Essaïd Abelouache     | Maroc                 | Al Nasr Dubaï         | m.t                   |
| 5e                    | Nabil Baz             | Algérie               | Cevital               | m.t                   |
| 6e                    | Joseph Areruya        | Rwanda                | Équipe du Rwanda      | m.t                   |
| 7e                    | Youssef Srouji        | Syrie                 | Équipe de Syrie       | m.t                   |
| 8e                    | Abdellah Benyoucef    | Algérie               | Cevital               | m.t                   |
| 9e                    | Abdelkader Belmokhtar | Algérie               | Cevital               | m.t                   |
| 10e                   | Patrick Byukusenge    | Rwanda                | Équipe du Rwanda      | m.t                   |
| modifier              |                       |                       |                       |                       |

### Classements finals
| Classement général | Classement général    | Classement général | Classement général  | Classement général |
|                    | Coureur               | Pays               | Équipe              | Temps              |
| ------------------ | --------------------- | ------------------ | ------------------- | ------------------ |
| 1er                | Tomas Vaitkus         | Lituanie           | Al Nasr Dubaï       | en 10 h 6 min 32 s |
| 2e                 | Jesús Alberto Rubio   | Espagne            | Al Nasr Dubaï       | + 45 s             |
| 3e                 | Essaïd Abelouache     | Maroc              | Al Nasr Dubaï       | + 1 min 10 s       |
| 4e                 | Adil Barbari          | Algérie            | Al Nasr Dubaï       | + 4 min 19 s       |
| 5e                 | Abdellah Benyoucef    | Algérie            | Cevital             | + 5 min 7 s        |
| 6e                 | Abdelkader Belmokhtar | Algérie            | Cevital             | + 6 min 31 s       |
| 7e                 | Yacine Hamza          | Algérie            | Ooredoo             | + 9 min 7 s        |
| 8e                 | Joseph Areruya        | Rwanda             | Équipe du Rwanda    | + 19 min 33 s      |
| 9e                 | Amanuel Tsegay        | Érythrée           | Équipe d'Érythrée   | + 32 min 23 s      |
| 10e                | Alex Silva Brea       | Espagne            | Speed Road Gomistar | + 34 min 6 s       |
| modifier           |                       |                    |                     |                    |

### Classements annexes
| Classement des sprints | Classement des sprints | Classement des sprints | Classement des sprints | Classement des sprints |
| ---------------------- | ---------------------- | ---------------------- | ---------------------- | ---------------------- |
|                        | Coureur                | Pays                   | Équipe                 | Point(s)               |
| 1er                    | Adil Barbari           | Algérie                | Al Nasr Dubaï          | 88 points              |
| 2e                     | Essaïd Abelouache      | Maroc                  | Al Nasr Dubaï          | 67 pts                 |
| 3e                     | Tomas Vaitkus          | Lituanie               | Al Nasr Dubaï          | 61 pts                 |
| modifier               |                        |                        |                        |                        |

| Classement de la montagne | Classement de la montagne | Classement de la montagne | Classement de la montagne | Classement de la montagne |
| ------------------------- | ------------------------- | ------------------------- | ------------------------- | ------------------------- |
|                           | Coureur                   | Pays                      | Équipe                    | Point(s)                  |
| 1er                       | Essaïd Abelouache         | Maroc                     | Al Nasr Dubaï             | 19 points                 |
| 2e                        | Adil Barbari              | Algérie                   | Al Nasr Dubaï             | 16 pts                    |
| 3e                        | Tomas Vaitkus             | Lituanie                  | Al Nasr Dubaï             | 14 pts                    |
| modifier                  |                           |                           |                           |                           |

| Classement du meilleur jeune | Classement du meilleur jeune | Classement du meilleur jeune | Classement du meilleur jeune | Classement du meilleur jeune |
|                              | Coureur                      | Pays                         | Équipe                       | Temps                        |
| ---------------------------- | ---------------------------- | ---------------------------- | ---------------------------- | ---------------------------- |
| 1er                          | Yacine Hamza                 | Algérie                      | Ooredoo                      | en 10 h 15 min 39 s          |
| 2e                           | Joseph Areruya               | Rwanda                       | Équipe du Rwanda             | + 10 min 26 s                |
| 3e                           | Amanuel Tsegay               | Érythrée                     | Équipe d'Érythrée            | + 23 min 16 s                |
| modifier                     |                              |                              |                              |                              |

| Classement par équipes | Classement par équipes | Classement par équipes | Classement par équipes |
|                        | Équipe                 | Pays                   | Temps                  |
| ---------------------- | ---------------------- | ---------------------- | ---------------------- |
| 1re                    | Al Nasr Dubaï          | Émirats arabes unis    | en 30 h 19 min 39 s    |
| 2e                     | Cevital                | Algérie                | + 48 min 23 s          |
| 3e                     | Équipe du Rwanda       | Rwanda                 | + 1 h 36 min 41 s      |
| modifier               |                        |                        |                        |

### UCI Africa Tour
Ce Tour international de Constantine attribue des points pour l'UCI Africa Tour 2016, par équipes seulement aux coureurs des équipes continentales professionnelles et continentales, individuellement à tous les coureurs sauf ceux faisant partie d'une équipe ayant un label WorldTeam.
| Position           | 1er | 2e | 3e | 4e | 5e | 6e | 7e | 8e à 10e |
| Classement général | 40  | 30 | 25 | 20 | 15 | 10 | 5  | 3        |
| Par étape          | 7   | 3  | 1  |    |    |    |    |          |
| Leader, par étape  | 1   |    |    |    |    |    |    |          |

| Cycliste              | Équipe                      | Général | Étape | Leader | Total |
| --------------------- | --------------------------- | ------- | ----- | ------ | ----- |
| Tomas Vaitkus         | Al Nasr Dubaï               | 40      | 4     | 8      | 52    |
| Jesús Alberto Rubio   | Al Nasr Dubaï               | 30      | 8     | -      | 38    |
| Adil Barbari          | Al Nasr Dubaï               | 12      | 16    | 4      | 32    |
| Essaïd Abelouache     | Al Nasr Dubaï               | 16      | 5     | -      | 21    |
| Abdellah Benyoucef    | Cevital                     | 10      | 5     | -      | 15    |
| Yacine Hamza          | Ooredoo                     | 6       | 5     | -      | 11    |
| Abdelkader Belmokhtar | Cevital                     | 8       | -     | -      | 8     |
| Joseph Areruya        | Équipe nationale du Rwanda  | 3       | -     | -      | 3     |
| Tesfom Okubamariam    | Équipe nationale d'Érythrée | -       | 2     | -      | 2     |

## Liste des participants
- Liste de départ complète